# Jan Adam Zandleven
Jan Adam Zandleven (Koog aan de Zaan, 6 februari 1868 – Rhenen, 16 juli 1923) was een Nederlands kunstschilder, vooral van landschappen en stillevens.

## Leven en werk
Zandleven werd geboren als zoon van een fabrikant en koopman in verf. Nadat hij een tijd lang in de zaak van zijn vader had gewerkt, koos hij in 1902 voor het schildersvak - nadat zijn eerste werk was geprezen door Paul Joseph Constantin Gabriël en Jozef Israëls - dit zeer tegen de zin van zijn vader. Van belang bij deze radicale keuze was ook zijn kennismaking met kunsthandelaar Henk Bremmer, die hem financieel steunde en Helene Kröller-Müller adviseerde om zijn werk te kopen. 'Mijn leven is één passie voor de kunst', schreef Zandleven in 1906 aan Bremmer.
In 1904 vestigde Zandleven zich in Gorssel, in 1907/1908 vertrok hij Hengelo (Gld.), waar hij het Snethlagehuis aan de Hofstraat huurde. In die periode ontwikkelde hij zijn kunst sterk, mede door toedoen van kunstkenner Henk Bremmer, die Zandleven regelmatig in Hengelo bezocht en hem hielp bij het verkopen van zijn werk. Zandlevens levenslange vriend en kunstschilder Jan Carbaat (1866-1925) woonde in Hengelo een paar jaar bij hem in.
In 1912 bouwde Zandleven een eigen huis in 't bosch bij Putten, op de Veluwe. Het liefst trok hij zich met zijn ezel terug in het bos, soms vergezeld door Jan Carbaat. Ver weg van het stadsgewoel maakte hij sprookjesachtige schilderijen. Het werken op afgelegen plekken had een haast meditatieve uitwerking op de religieuze Zandleven. De detaillistische aandacht voor het onderwerp is daarbij duidelijk herkenbaar, met name in de details van het hem omringende landschap: takken, bladeren, bloemen, keien, zandhopen, bospaadjes, paddenstoelen, boomstammen en stronken.
Zandleven schilderde voornamelijk landschappen en stillevens, maar maakte ook een aantal boereninterieurs en dorpsgezichten. De impressionistische invloed van Vincent van Gogh en Théophile de Bock is duidelijk zichtbaar. Zijn werk wordt gekenmerkt door een pasteuze pointillistische verfopbreng, met kleine, dikke stippen verf, in een losse toets en in heldere kleuren.
Tussen 1916 en 1922 exposeerde Zandleven diverse malen bij Kunsthandel Gerbrands te Utrecht, waar hij ook veel werk verkocht. Zandleven bewoonde sinds april 1918 een bescheidener huis aan de Hoofdstraat te Rhenen, alwaar hij in 1923 overleed op 55-jarige leeftijd. In 1929 werd een overzichtstentoonstelling van zijn werk georganiseerd in het Stedelijk Museum te Amsterdam. Zijn werk is thans onder andere te zien in het Haags Gemeentemuseum, het Dordrechts Museum, het Centraal Museum te Utrecht, het Kröller-Müller Museum te Otterlo en het Museum Jan Cunen in Oss. In 2012 vond een expositie van zijn werk plaats in het Museum Flehite te Amersfoort. Onno Maurer, Katjuscha Otte en Jaap Verhage schreven daarbij een catalogus.

## Galerij

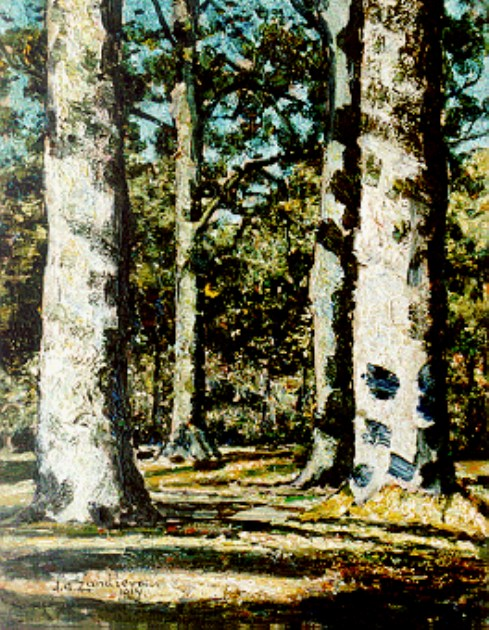
Zonovergoten boszicht
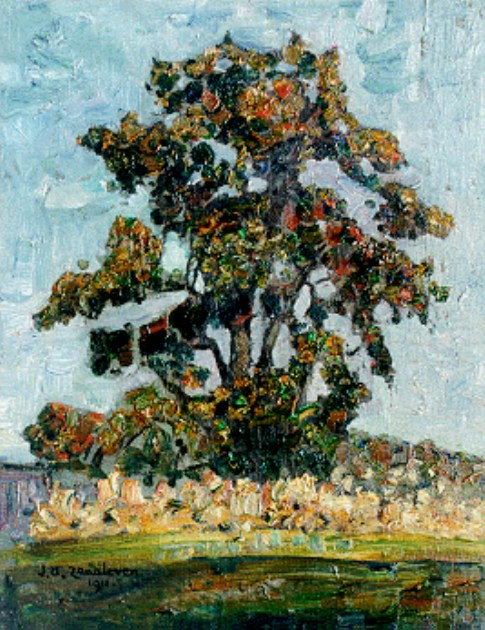
Landschap met boom
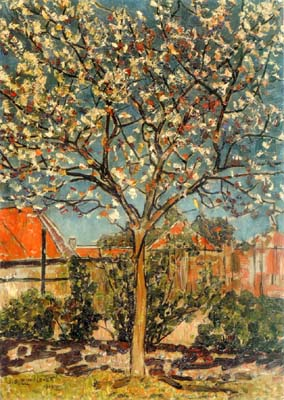
Bloeiende appelboom in bessentuin
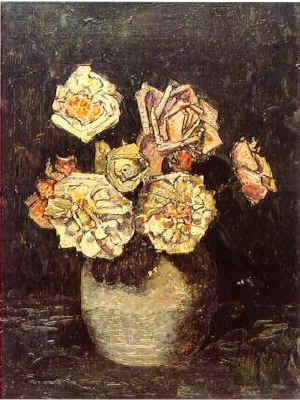
Gemberpot met rode bloempjes
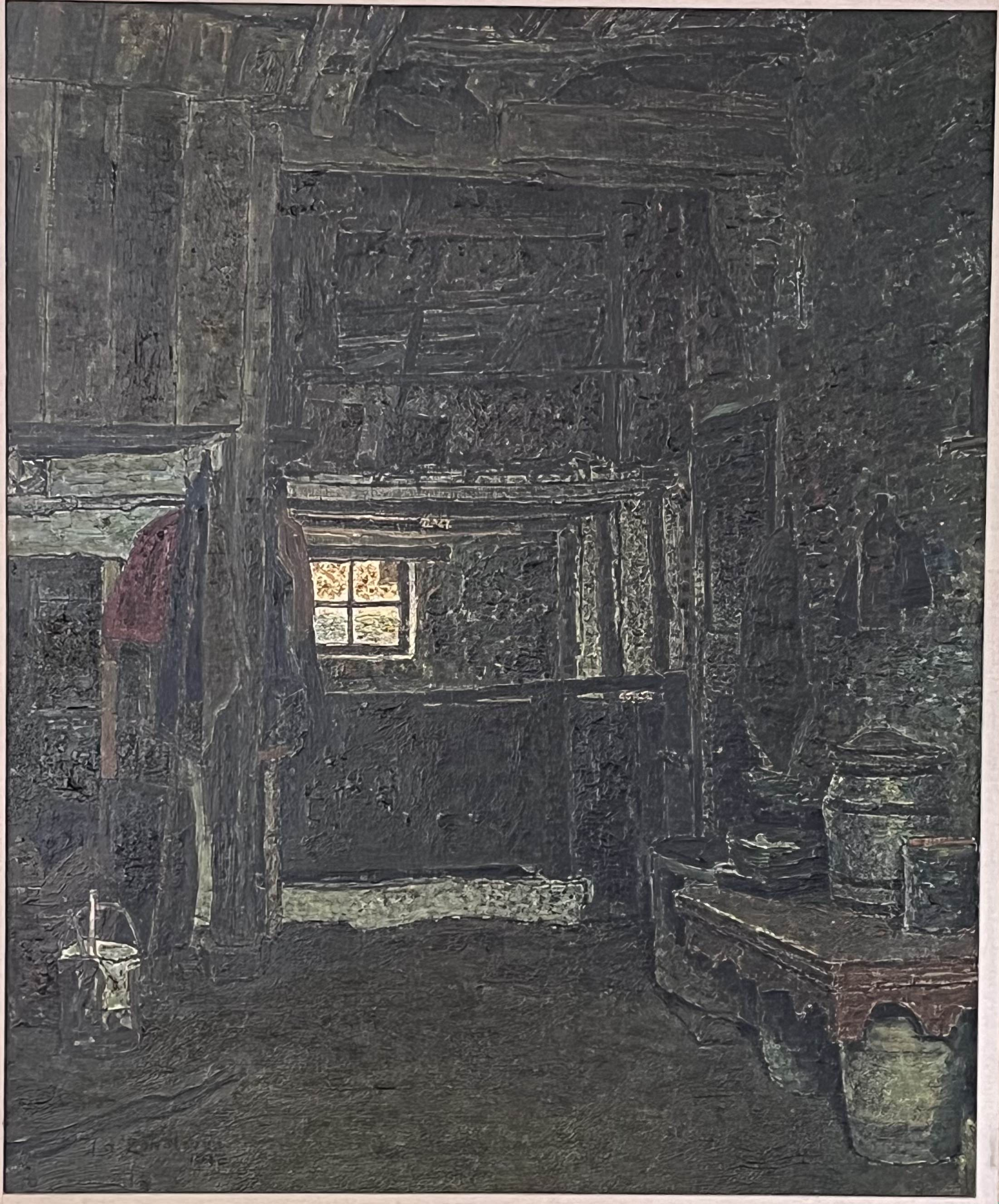
Stalinterieur met lichtend venster
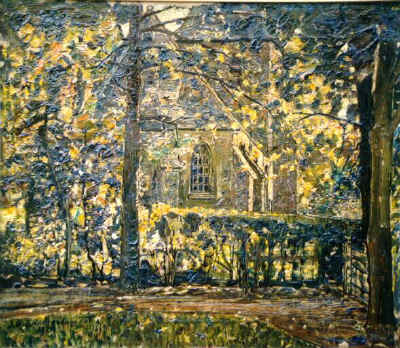
Kerkje in de zon
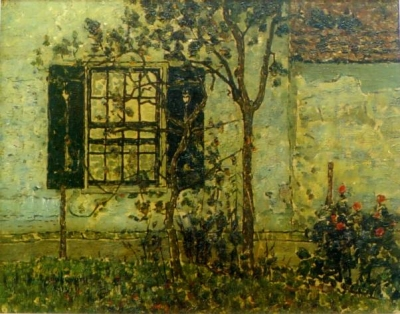
Boerderijmuur met raam waarvoor witte bloempjes
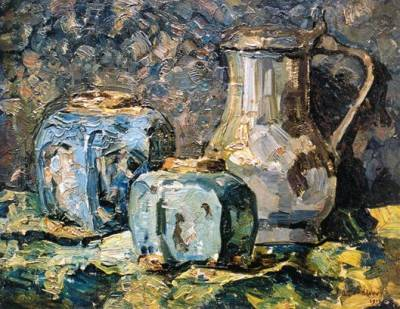
Stilleven met tinnen kan en gemberpotten
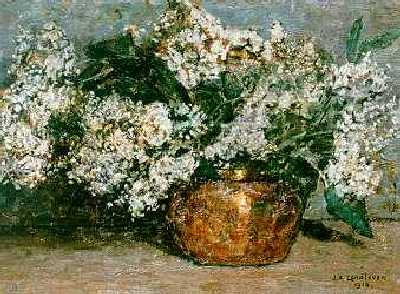
Seringen in koperen pot
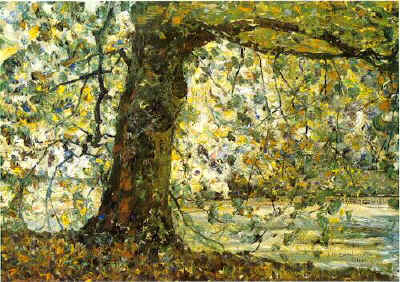
Beuk aan de vijver
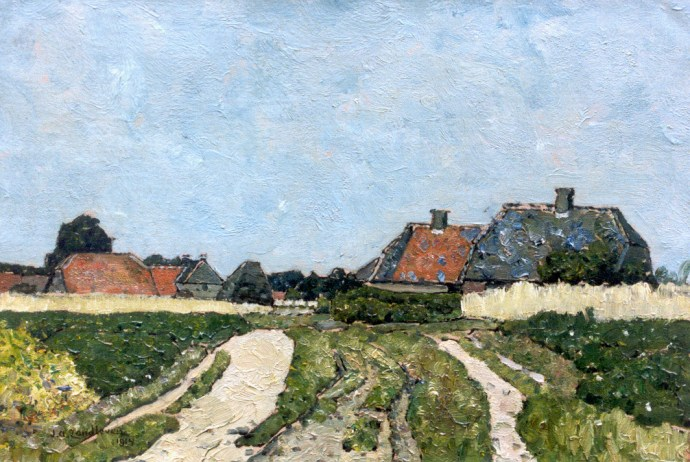
Akkerland met boerderijen